# Партизанська (станція метро, Мінськ)
53°52′28″ пн. ш. 27°37′48″ сх. д. / 53.87444° пн. ш. 27.63000° сх. д.
Партиза́нська (біл. Партыза́нская) — станція Автозаводської лінії Мінського метрополітену, розташована між станціями «Тракторний завод» та «Автозаводська». Відкрита 7 листопада 1997 року у складі третьої черги Автозаводської лінії.

## Конструкція станції
Колонна двопрогінна мілкого закладення з однією острівною платформою.

## Колійний розвиток
Станція без колійного розвитку.

## Назва
До 1997 року мала проєктну назву «Партизанський проспект».

## Виходи
Виходи зі станції ведуть до торговельного центру «Підземне Місто», готелю «Турист», універмагу «Білорусь», Партизанського проспекту, вул. Довгобродської і парку ім. 50-річчя Жовтня.

## Пересадки
- Автобуси: 9, 9д, 56, 59, 70, 79, 79д, 93, 198э;
- Тролейбуси: 3, 16, 17, 34, 35, 35д, 67;
- Трамваї: 3, 6, 7, 9

## Фотогалерея

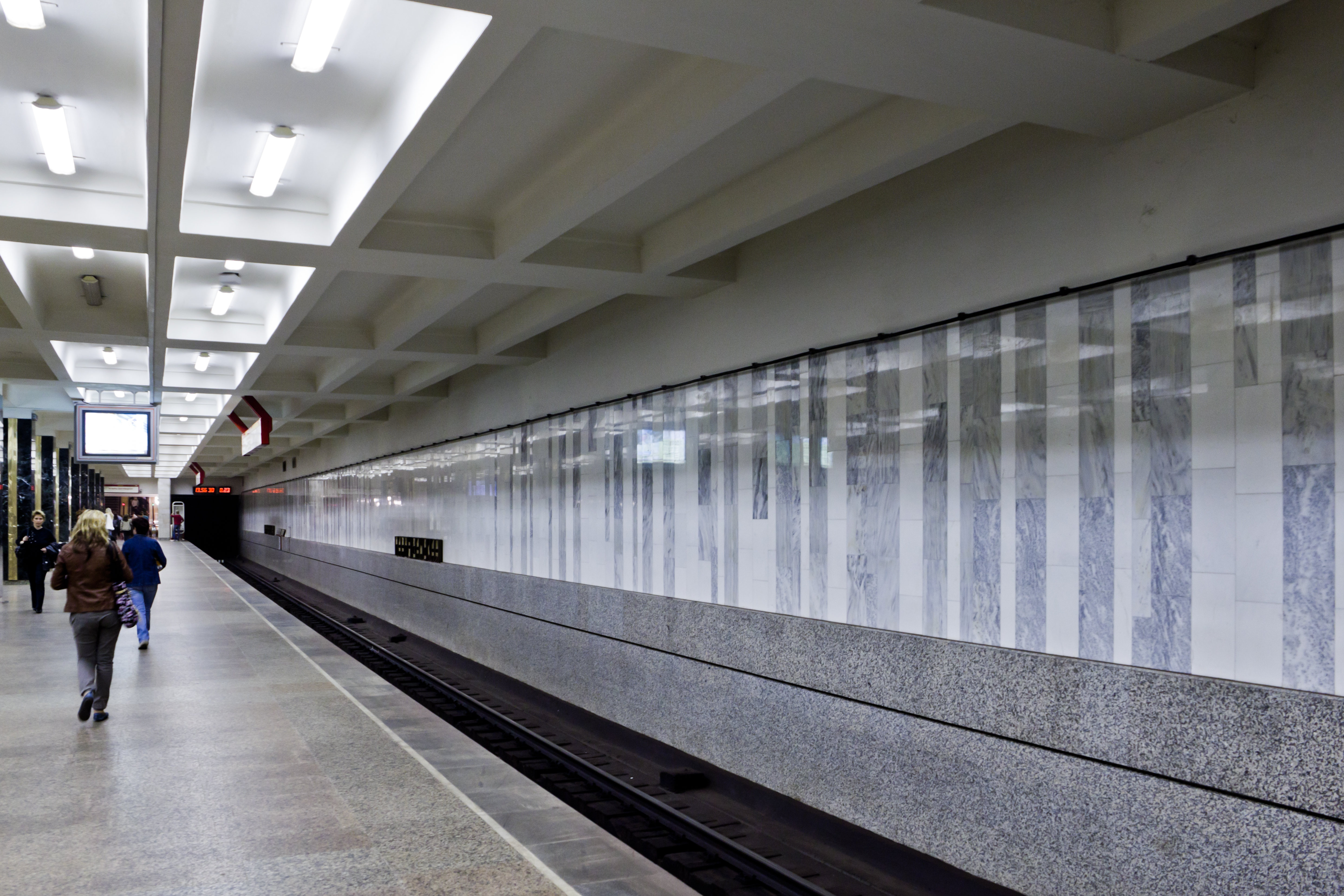
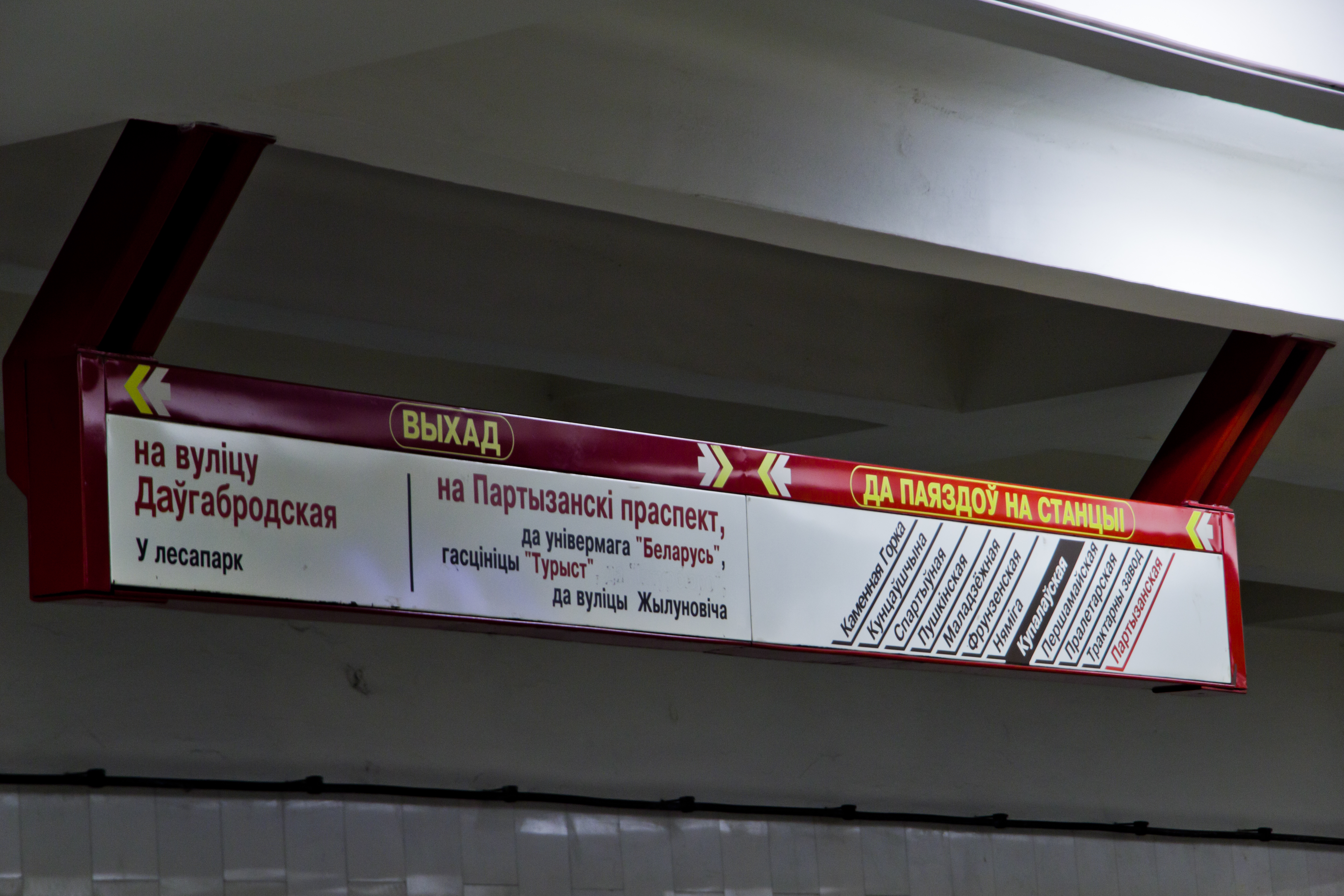
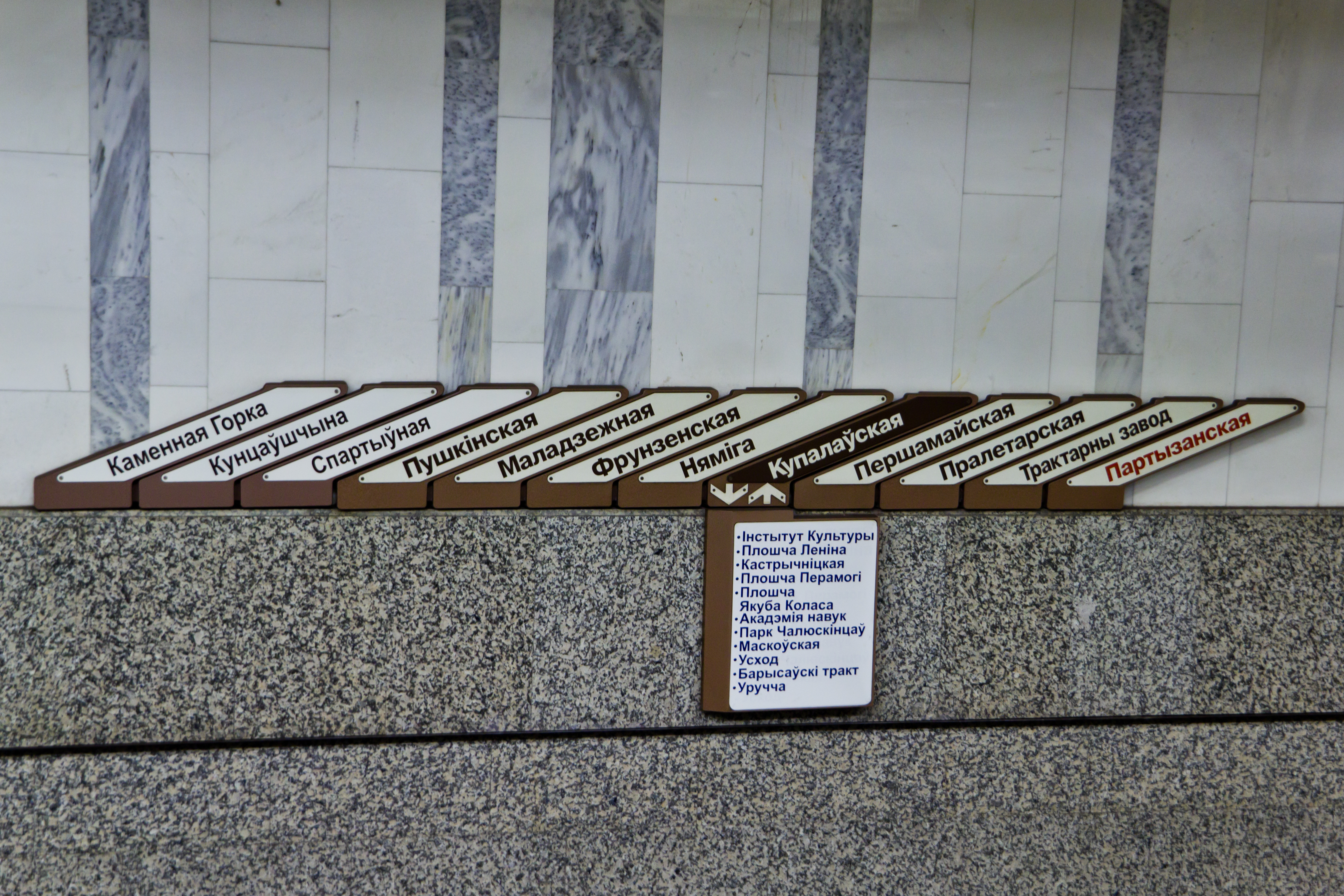